# كأس ألمانيا 1957–58
كأس ألمانيا 1957–58 (بالألمانية: DFB-Pokal 1957/58)‏ هو الموسم 15 من كأس ألمانيا. أشرف على تنظيمه اتحاد ألمانيا لكرة القدم، وكان عدد الأندية المشاركة فيه 5، وفاز فيه نادي شتوتغارت.